# Čtyřlístek

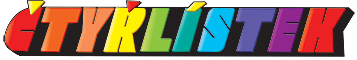
Logo van de stripreeks

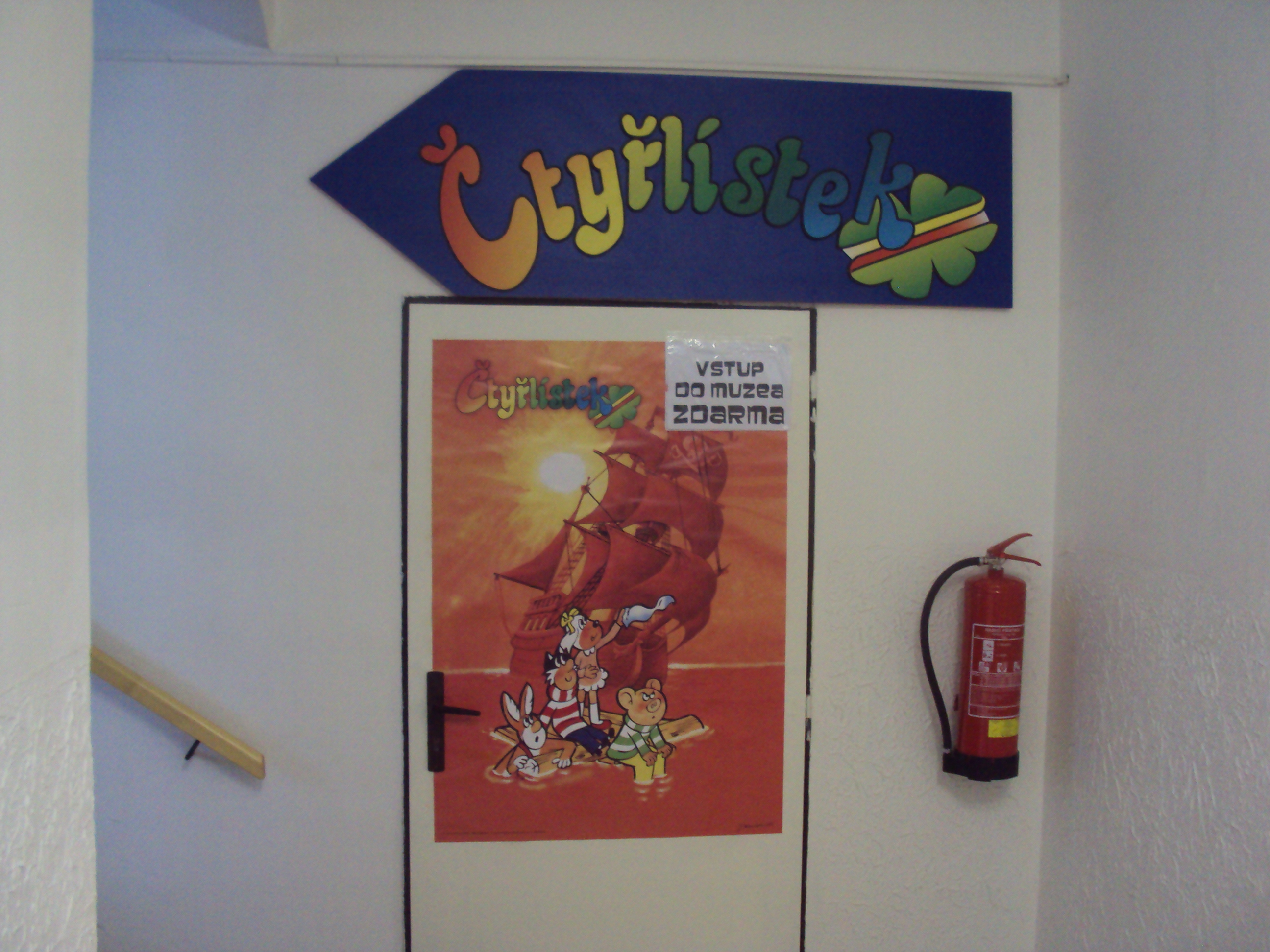
Tentoonstelling in het Museum Čtyřlístek, opgericht in 2011

Čtyřlístek (Klavertjevier) is een Tsjechische stripreeks voor kinderen van tekenaar Jaroslav Němeček (1944-) en scenariste Ljuba Štíplová (1930-2009). De strip verscheen voor het eerst in Tsjecho-slowakije in 1968 onder het communistisch regime. Titelpersonages zijn een kat, een varken, een haas en een hond die samen in een huis in het fictieve dorp Třeskoprsky wonen: 
- de kater Myšpulín is een optimistische uitvinder en een vaderfiguur. Zijn uitvindingen zijn vaak de aanleiding voor een nieuw avontuur;
- het modebewuste teefje Fifinka is een moederfiguur en zorgt voor het huishouden. Ze reageert soms wat hysterisch op gebeurtenissen;
- het varkentje Bobík is cholerisch, gulzig, maar ook sterk;
- de haas Pind'a is ascetisch en angstig.

De strip was een succes bij de jeugd en kreeg een gelijknamig tijdschrift, waarin ook andere strips werden gepubliceerd. Dit tijdschrift verscheen tot de Fluwelen Revolutie acht of negen keer per jaar en ook daarna, toen andere stripbladen voor de jeugd een na een verdwenen, bleef Klavertjevier over. Eind jaren 1980 steeg de oplage tot 220.000 exemplaren. In 2011 kreeg de strip, een van de bekendste van Tsjechië, een eigen museum.